# José Severo Tavares
José Severo Tavares (* 8. Oktober 1820; † 9. November 1907) war ein portugiesischer Seeoffizier und Konteradmiral der Marinha Portuguesa.

## Leben
José Severo Tavares trat am 16. Juni 1832 als Kadett in die Marine ein und wurde nach Abschluss der Ausbildung am 13. Mai 1837 in die Marinegarde (Guarda marinha) versetzt, in die er mit Wirkung vom 27. November 1837 übernommen wurde. Am 1. März 1841 erhielt er das Patent als Leutnant zur See, das mit Wirkung vom 1. Dezember 1842 in Kraft trat. Am 6. November 1851 wurde er zum Oberleutnant zur See sowie am 12. Oktober 1861 zum Kapitänleutnant befördert. In diesen Verwendungen war er Kommandant der Brigg Mondego, des Dampfschiffs Terceira, der am 2. Januar 1858 in Dienst gestellten Korvette Bartolomeu Dias, der Korvette Infante Regente sowie der Korvette Constitucional.
Nach seiner Beförderung zum Fregattenkapitän am 31. März 1869 erfolgte am 6. September 1873 die Beförderung zum Kapitän zur See. Tavares, der Absolvent des Lehrgangs für Mathematik an der Königlichen Marineakademie (Academia Real de Marinha) war, war ferner Kommandant der Korvette Fénix sowie der Fregatte Diana. Am 2. Februar 1874 wurde er zum Konteradmiral (Contra-almirante) befördert. Für seine langjährigen Verdienste erhielt er verschiedene Auszeichnungen und Ehrungen und war unter anderem Kommandeur des Ritterordens von Avis (Ordem Militar de São Bento de Aviz), Ritter und Kommandeur des Christusordens (Ordem de Cavalaria de Nosso Senhor Jesus Cristo) sowie Ritter des Ordens unserer lieben Frau von Vila Viçosa (Ordem de Nossa Senhora da Conceição de Vila Viçosa). Des Weiteren war er Kommandeur des Leopoldsordens von Belgien.

## Weblink
- José Severo Tavares in Dictiónario histórico

| Personendaten    | Personendaten                 |
| ---------------- | ----------------------------- |
| NAME             | Tavares, José Severo          |
| KURZBESCHREIBUNG | portugiesischer Konteradmiral |
| GEBURTSDATUM     | 8. Oktober 1820               |
| STERBEDATUM      | 9. November 1907              |